# Nemoura palliventris
Nemoura palliventris is een steenvlieg uit de familie beeksteenvliegen (Nemouridae). De wetenschappelijke naam van de soort is voor het eerst geldig gepubliceerd in 1953 door Aubert.